# 尤霍·库斯蒂·巴锡基维

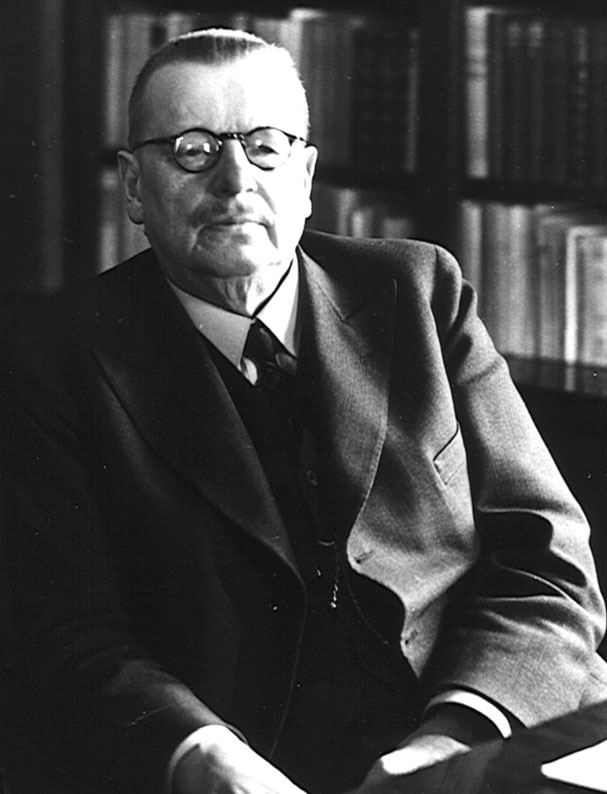
尤霍·库斯蒂·巴锡基维

尤霍·库斯蒂·巴锡基维（芬蘭語：Juho Kusti Paasikivi，1870年11月27日—1956年12月14日），芬蘭總理、總統。他研究法律和歷史，曾在赫爾辛基大學任教。後來經商。
1908年—1909年為內閣成員。當時芬蘭是沙俄大帝國的一部分。當俄國對芬蘭推行俄國化政策的時候，他退出了內閣。
1917年芬蘭獨立后，他在1918年出任芬兰第二任總理。期间参与与苏联《塔尔图和约》的谈判。在1938年—1939年的危機時期，他前往莫斯科谈判，主張接受蘇聯的要求，努力使蘇芬戰爭（1939年—1940年）很快結束，但未得到芬兰政府的认同。
1941年—1944年蘇芬再次進行戰爭時，他與蘇聯官員仍然保持接觸，並在出任總理時（1944年—1946年）認真執行媾和條件。1946年3月至1956年2月，他任芬蘭共和國總統。1955年收回在1944年租給蘇聯作為海軍基地的波卡拉。